# 约改镇
约改镇，是中华人民共和国青海省玉树藏族自治州曲麻莱县下辖的一个乡镇级行政单位。

## 行政区划
约改镇下辖以下地区：
扎西社区、德勒社区、治曲牧委会、格青牧委会和岗当牧委会。